# 財津ユカ
財津ユカ（ざいつ ユカ、本名：財津 由香〈読み同じ〉、1971年7月31日 - ）は、日本のアナウンサー、司会者、リポーター、ラジオパーソナリティ。MC・リポーターのプロダクション「オフィスエイツ」代表、アンガーマネジメントコンサルタントである。

## 経歴
1992年 銀行員を経て喋りの世界に入る
FM佐賀「SUNSET BLD」パーソナリティーをはじめフリーのリポーター・司会者として活躍。
1998年 「MC・リポーターオーディションスクール」にてプロデュース・講師を務めおよそ３００人の生徒を送り出す。
2000年 RKBニュースアナウンサーとして土曜、日曜の「JNNニュース」を担当。
2001年 この間個人事業にて「オフィスエイツ」を立ち上げる。
2003年 有限会社オフィスエイツ設立「eitsアナウンス・MCスクール開校」
2005年 5年間勤めたRKBニュースアナウンサー引退「コミュニケーション」に関する講師・講演活動を行う。
2010年　ミスユニバース九州大会ビューティーキャンプ認定講師としてスピーチレッスン担当
その他政治家等のスピーチレッスンも手掛ける
人材育成コンサルタントとして、企業研修、講師・講演活動を行う
2016年 一般社団法人日本アンガーマネジメント協会　アンガーマネジメントコンサルタントとして講師・講演活動を行う

## 現在出演番組
アンガーマネジメントコンサルタント財津ユカのイライラコントロールレッスン(KBCラジオ、月曜21時45分-21時55分)

## 過去出演番組
- JNNニュース(RKB、不定期)
- がんばれホークスプロ野球速報 (RKBテレビ)
- 財津ユカの今夜はハートカクテル パーソナリティー(RKBラジオ)
- アジアマンス全国生中継キャスター (J:COM 福岡)
- 西田モリテン堂本舗リポーター  (TVQ九州放送)
- 福岡市民ゴルフ大会リポーター (KBCテレビ)
- ナイトウォークポポ王国ナビゲーター (CROSS FM)
- morning shower 、 Daytime Spyパーソナリティー (天神エフエム)
- 「情報プラザ」「タウンスナップ」「炎博ほっと情報 (サガテレビ)

## 講師 講演
- 福岡大学ベンチャー起業論「仕事人講座」講演
- 福岡海星女子学院高等学校「夢を叶える」講演
- 徳島鳴門地域雇用機会増大促進支援協議会主催「SOHO起業支援セミナー」「時間管理とコミュニケーション」講師
- 富士通ファミリー会（九州７会場）「好感度アップのコミュニケーションスキル」講演
- 就職学生支援「CANPASS」「コミュニケーション・ビジネスマナー」講師
- その他、教育機関、建設業、エネルギー業、運送業、警備業、印刷業、サービス業等、各企業にてアンガーマネージメント研修、講演を行う。